# 3G
3G (от англ. third generation — третье поколение), технологии мобильной связи 3-го поколения — набор услуг, который объединяет как высокоскоростной мобильный доступ с услугами сети Интернет, так и технологию радиосвязи, которая создаёт канал передачи данных. В настоящее время из-за массовых рекламных акций под этим термином чаще всего подразумевается технология UMTS с надстройкой HSPA, а также HSUPA.

## Характеристика стандарта
Мобильная связь третьего поколения строится на основе пакетной передачи данных. Сети третьего поколения 3G работают на границе дециметрового и сантиметрового диапазона. Они позволяют организовывать видеотелефонную связь, смотреть на мобильном телефоне фильмы и различный контент.
3G начал внедряться в 2000-х годах со скоростью в неподвижном состоянии ~250Кб\сек 2Мбит\сек, максимальная скорость, которую можно получить из 3G это 10Мбит/с. 
3G включает в себя 5 стандартов семейства IMT-2000 (UMTS/WCDMA, CDMA2000/IMT-MC, TD-CDMA/TD-SCDMA (собственный стандарт Китая), DECT и UWC-136).
Наибольшее распространение в мире получили два стандарта:
- UMTS (или W-CDMA) и
- CDMA2000 (IMT-MC),

В основе которых лежит одна и та же технология — CDMA (Code Division Multiple Access — множественный доступ с кодовым разделением каналов).
В России IMT-MC был доступен до 2016 года на радиочастотах диапазона 450 МГц (CDMA450).
Работает на частоте 900 МГц и 2100 МГц в зависимости от выбора оператора услуги.
Тенденции
Основные тенденции сетей 3G:
- преобладание трафика data-cards (USB-модемы, ExpressCard/PCMCIA-карты для ноутбуков) над трафиком телефонов и смартфонов 3G;
- постоянное снижение цены 1 Мб трафика, обусловленное переходом операторов к более совершенным и эффективным технологиям.

### Технология CDMA2000
Технология CDMA2000 обеспечивает эволюционный переход от узкополосных систем с кодовым разделением каналов IS-95 (американский стандарт цифровой сотовой связи второго поколения) к системам CDMA «третьего поколения» и получила наибольшее распространение на Североамериканском континенте, а также в странах Азиатско-Тихоокеанского региона..

### Технология UMTS
Технология UMTS (Universal Mobile Telecommunications System — универсальная система мобильной электросвязи) разработана для модернизации сетей GSM (европейского стандарта сотовой связи второго поколения), и получила широкое распространение во многих странах мира..
Работа по стандартизации UMTS координируется международной группой 3GPP (Third Generation Partnership Project), а по стандартизации CDMA2000 — международной группой 3GPP2 (Third Generation Partnership Project 2), созданными и сосуществующими в рамках ITU.

### Базовые услуги
В сетях 3G обеспечивается предоставление двух базовых услуг: передача данных и передача голоса.
Согласно регламентам ITU (International Telecommunications Union — Международный союз электросвязи), сети 3G должны поддерживать следующие скорости передачи данных:
- для абонентов с высокой мобильностью (до 120 км/ч) — не менее 144 кбит/с;
- для абонентов с низкой мобильностью (до 3 км/ч) — 384 кбит/с;
- для неподвижных объектов — 2048 Кбит/с.

### Защита от обрывов
В сетях с кодовым разделением каналов, в том числе и 3G, есть важное преимущество — улучшенная защита от обрывов связи в движении, за счёт использования так называемого «мягкого хэндовера». По мере удаления от одной базовой станции клиента «подхватывает» другая. Она начинает передавать всё больше и больше информации, в то время как первая станция передаёт всё меньше и меньше, пока клиент вообще не покинет её зону обслуживания. При хорошем покрытии сети вероятность обрыва полностью исключается системой подобных «подхватов». Это отличается от поведения систем с частотным и временным разделением каналов (GSM), в которых переключение между станциями «жёсткое» и может приводить к задержкам в передаче и даже обрывам соединения.

## Внедрение / распространённость
Первые устройства с поддержкой 3G появились на рынке в начале 2000-х, а такие смартфоны, как iPhone 3G и HTC Dream, перевернули представления о работе беспроводных сетей на мобильных устройствах.
По данным Wireless Intelligence, на конец ноября 2006 года в мире насчитывалось 364 млн абонентов 3G, из них 93,5 млн были подключены к сетям UMTS и 271,1 млн — к CDMA2000. Крупнейший оператор — японский NTT DoCoMo.

По состоянию на апрель 2010 года количество абонентов превышает 112 млн[уточнить] человек.
Стандарт, просуществовав на рынке более 20 лет, выводится, заменяясь на 4G LTE и 5G. Операторы связи в ЕС до конца 2025 года обязаны отказаться от UMTS, в частности латвийский оператор сотовой связи LMT уже перевёл частоты на 4G LTE и 5G (), в США должны — AT&T, T-Mobile и Verizon — отказываются от использования сетей стандарта 3G. Сети третьего поколения продолжат использоваться операторами связи в других странах ещё долгое время. Всего же, по данным экспертов, на 2023 год 80 операторов в 42 странах либо завершили, либо планируют, либо находятся в процессе отключения 3G, а 28 операторов в 17 странах уже завершили использование стандарта 3G.